# Amphistigma
Amphistigma is een geslacht van slangsterren uit de familie Amphiuridae.

## Soorten
- Amphistigma minuta H.L. Clark, 1938
- Amphistigma watsonae Baker, 1979